# Widlice (województwo kujawsko-pomorskie)
Widlice – osada w Polsce położona w województwie kujawsko-pomorskim, w powiecie grudziądzkim, w gminie Świecie nad Osą.
W latach 1975–1998 miejscowość administracyjnie należała do województwa toruńskiego.
W miejscowości działało Państwowe Gospodarstwo Rolne. Jednostką nadrzędną była Stadnina Koni Nowe Jankowice. Obecnie gospodarstwo w dalszym ciągu wchodzi w skład Stadniny Koni Nowe Jankowice Sp. z o.o..

## Zabytki
Według rejestru zabytków NID na listę zabytków wpisany jest zespół dworski z końca XIX w., nr rej.: A/323 z 12.05.1987:
- dwór
- park
- stajnia, 1893.

## Zobacz też

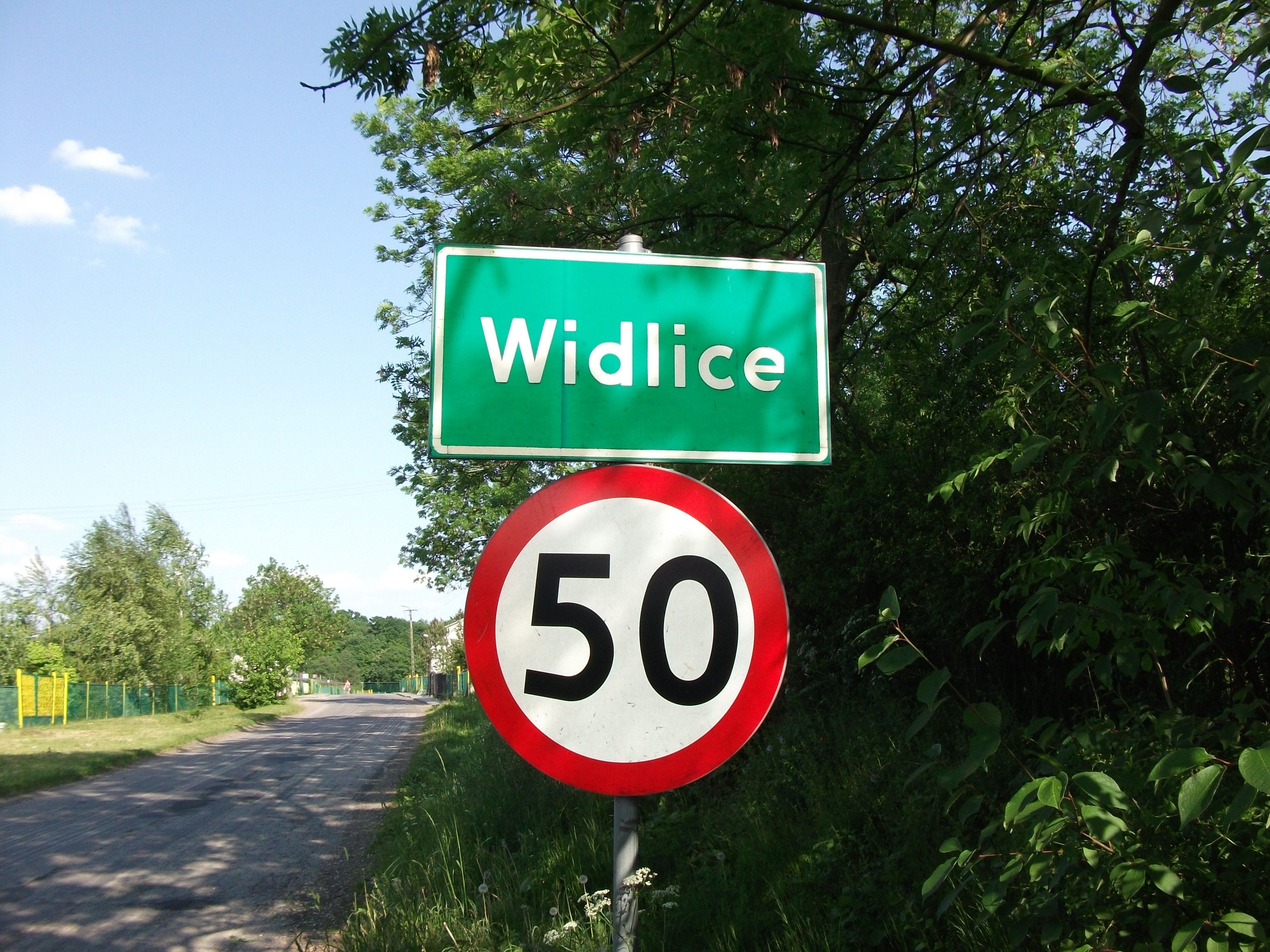
Widlice

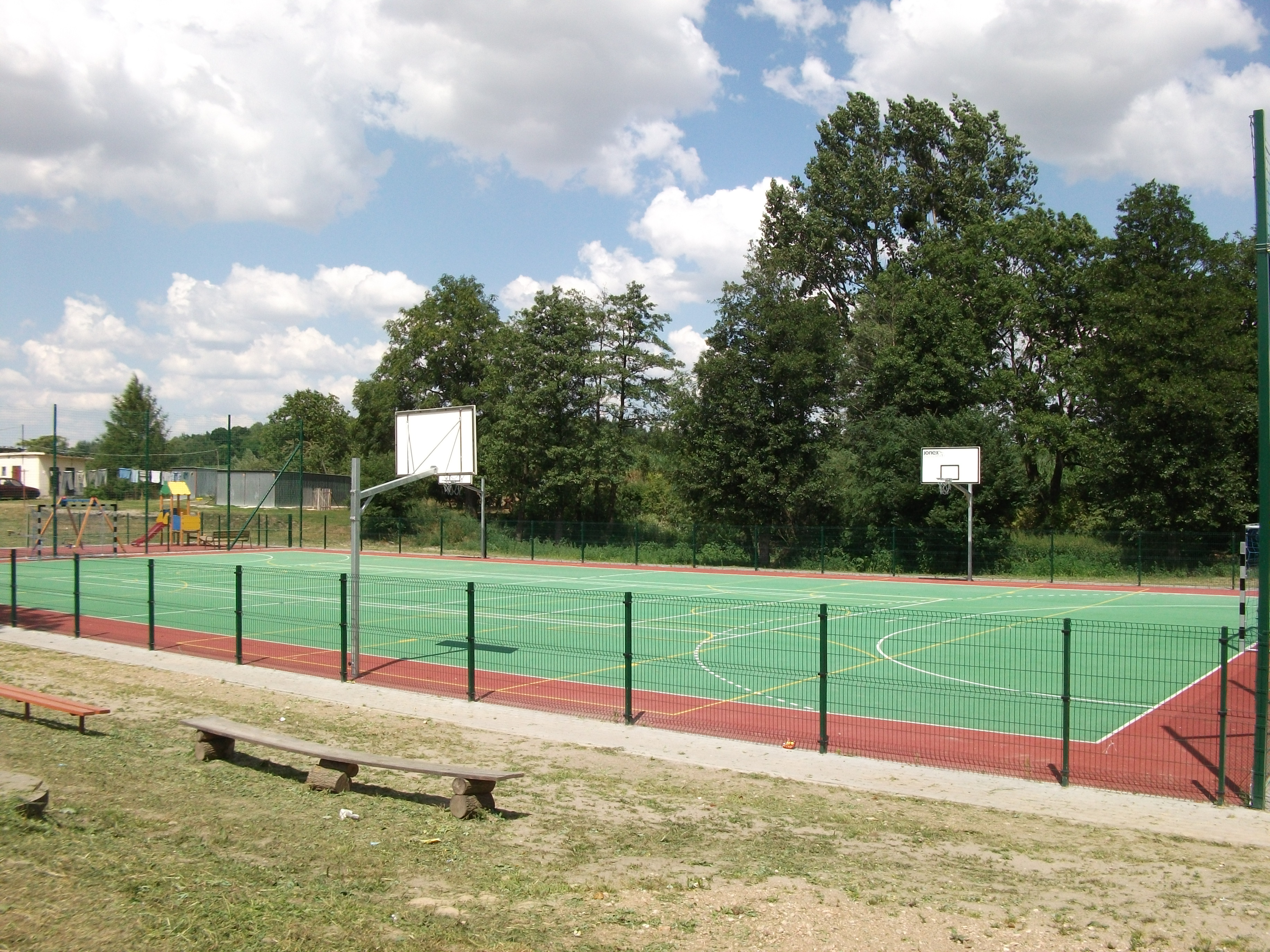
Boisko w Widlicach